# Міхай Гімпу
Міха́й Гі́мпу (рум. Mihai Ghimpu; нар. 19 листопада 1951, Колоніца, Молдавська РСР) — молдавський політик, лідер Ліберальної партії Молдови. З вересня 2009 і до 27 грудня 2010 обіймав посаду голови Парламенту Республіки Молдова, а також був виконуючим обов'язки президента Молдови.
Відомий як однозначний прихильник загальної румунсько-молдовського етнічної ідентичності.
Є рідним дядьком Доріна Кіртоаке.

## Життєпис
Народився 19 листопада 1951 в селі Колониця Кишинівського району Молдавської РСР. За його словами він — румун. Закінчив Кишинівський державний університет, за фахом юрист, працював адвокатом і шефом адвокатського бюро «Кредо». У 1978—1990 роках Гімпу працював юристом, очолював юридичні відділи різних підприємств, а також був суддею одного з адміністративних секторів Кишинева..
В кінці 1980-х став одним із засновників Народного фронту Молдови (НФМ). У 1990 обраний до парламенту й увійшов до фракції Народного фронту. Залишив організацію в 1993. У 1994 обраний членом молдовського парламенту від Блоку селян та інтелігенції.
У 1997 очолив створену в 1993 році Партію реформ (ПР). У квітні 2005 партія змінила назву і стала називатися Ліберальною партією Молдови (ЛП). У 2007—2008 був головою муніципальної ради Кишинева.

## Голова парламенту Молдови
28 серпня 2009 обраний спікером парламенту Молдови. Його кандидатура була схвалена всіма чотирма партіями, що входять до альянсу «За європейську інтеграцію». Обрання голови нового парламенту проходило без 48 депутатів від правлячої в Молдові з 2001 Партії комуністів (ПКРМ). Представники Комуністичної партії визнали проведення засідання і обрання спікера незаконним і подали заяву до Конституційного суду. 8 вересня Конституційний суд Молдови визнав законним обрання Михайла Гімпу спікером парламенту, відхиливши скаргу Комуністичної партії.

## На посаді в.о. президента Молдови
11 вересня 2009 президент Молдови Володимир Воронін подав у відставку. У той же день Міхай Гімпу став в. о. президента Молдави. 17 вересня він видав указ, що відміняє візовий режим з Румунією, введений колишнім президентом. У питанні врегулювання придністровського конфлікту зажадав беззастережного виведення з Придністров'я російських військ. На початку листопада 2010 Міхай Гімпу відправив генеральному секретарю НАТО Андерсу Фог Расмуссену листа з проханням допомогти змусити РФ вивести свої війська з Придністров'я, оскільки на його думку російські війська є «не тільки постійним джерелом загрози безпеки Молдови, але й підживлюють придністровський сепаратизм».
Відмовився брати участь у Параді Перемоги у Москві 9 травня 2010, мотивуючи це тим, що «переможеним там робити нічого».
24 червня 2010 підписав наказ про відзначення 28 червня кожного року Днем радянської окупації. 12 липня цього ж року Конституційний суд Молдови визнав цей наказ «неконстуційним».